# مرگ ماهی
مرگ ماهی فیلمی ایرانی به کارگردانی، نویسندگی و تهیه‌کنندگی روح‌الله حجازی محصول سال ۱۳۹۳ است. این فیلم در ۱۵ اردیبهشت ۱۳۹۵ در سینماهای ایران اکران شده‌است.

## خلاصه داستان
داستان دربارهٔ مادری است که پس از مرگش، فرزندان او به خانه‌اش می‌آیند و از طریق پرستار مادر متوجه می‌شوند که وصیت کرده که سه روز پس از مرگش او را به خاک بسپارند. فرزندان بر سر عمل به وصیت دچار اختلافاتی می‌شوند و پس از دو روز متوجه می‌شوند مادرشان نصف اموال و زمین‌هایش را و همچنین خانه‌اش را به نام پرستار خود کرده‌است.

## بازیگران
| بازیگر         | نقش     |
| -------------- | ------- |
| نیکی کریمی     | تهمینه  |
| علی مصفا       | بهرام   |
| طناز طباطبایی  | فریده   |
| ریما رامین فر  | رعنا    |
| بابک کریمی     | فرهاد   |
| بهرنگ علوی     | رضا     |
| حسام محمودی    | روزبه   |
| مروارید کاشیان | الهام   |
| پانته‌آ بهرام   | لیلا    |
| بابک حمیدیان   | رامین   |
| سحر دولتشاهی   | مهناز   |
| رابعه مدنی     | مادرجون |